# St. Michael (Lörzweiler)

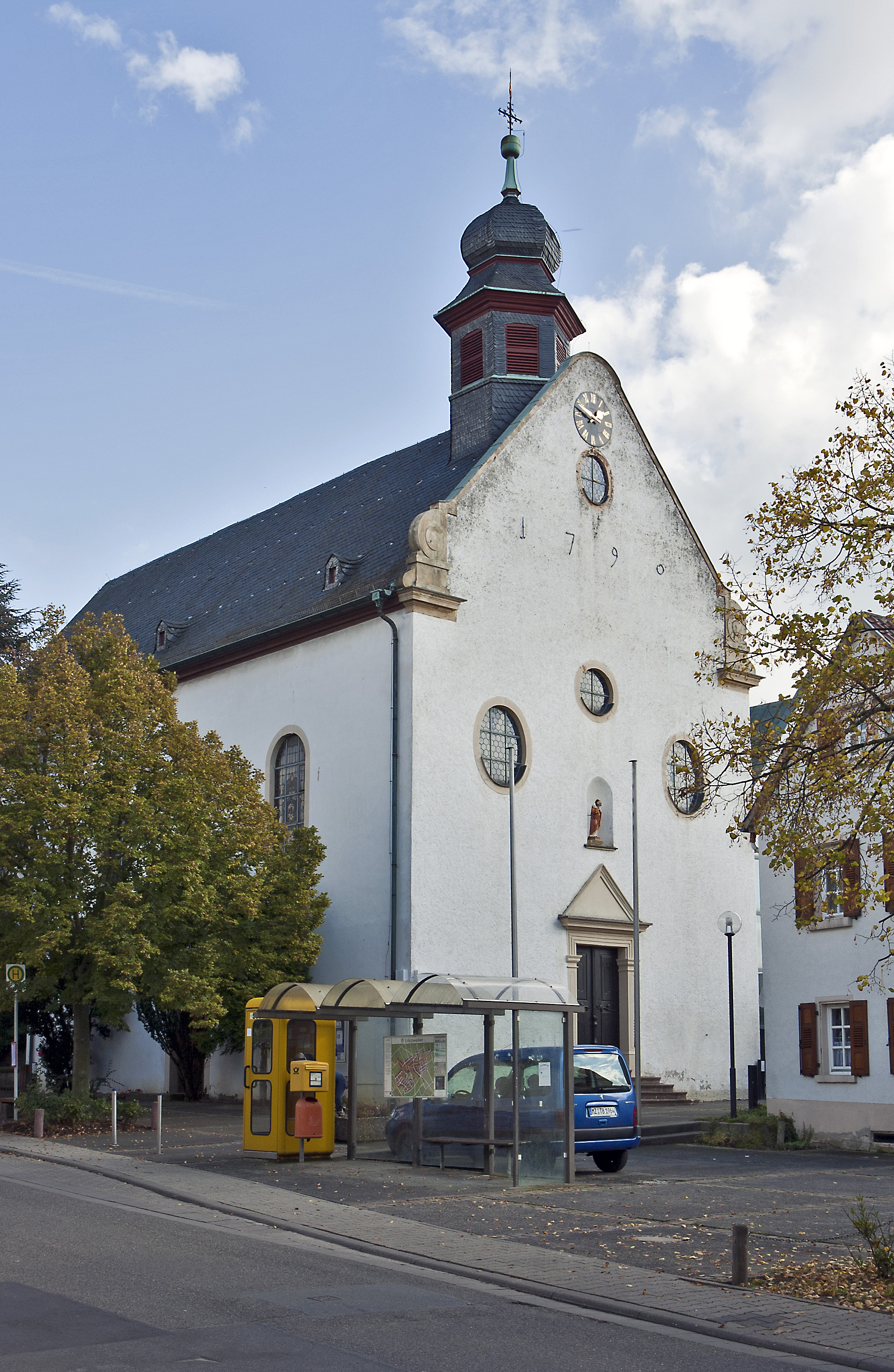
Katholische Kirche St. Michael

Die römisch-katholische Kirche St. Michael in Lörzweiler, eine Kirche der Pfarrgruppe Lörzweiler/Gau-Bischofsheim im Dekanat Mainz-Süd des Bistums Mainz, wurde 1790 errichtet.

## Architektur
Die dem Erzengel Michael geweihte Kirche gilt als gelungenes Beispiel für die Verbindung einer spätbarocken Kirche mit moderner Erweiterung. Der einschiffige nach Osten ausgerichtete Altbau wurde 1968 bis 1972 durch einen nach Süden ausgerichteten dreigiebeligen modernen Anbau einer weiten Halle mit hohen Fensterwänden und hellem Fichtenholzdach räumlich ergänzt (Architekt Römer, Darmstadt). In der Nähe des Eingangs im Westen befindet sich ein Dachreiter mit dem Geläut. Zwischen zwei Rollwerkelementen steht die Jahreszahl «1790». Die Eingangsfassade hat vier sogenannte Ochsenaugen (runde Fenster) sowie hoch oben im Giebel eine Uhr und in einer Nische über der klassizistisch angelegten Eingangstür steht eine Figur des „Guten Hirten“. Im Norden gibt es noch drei große Rundbogenfenster der Entstehungszeit.
Ein gotisches Sakramentshaus, das von einem Vorgängerbau stammt, wurde 1790 in die Choraußenwand der Kirche integriert. Es zeigt das Wappen der Ritter Hundt von Saulheim (drei Halbmonde um einen Stern), das an die Belehnung Lörzweilers durch die Familie Hundt im 16. Jahrhundert erinnert. Durch Heirat von Georg Adolf von Hettersdorf mit Anna Dorothea Hundt von Saulheim ging die Dorfherrschaft im 17. Jahrhundert an die Freiherrn von Hettersdorf über, deren Wappen ebenfalls in die Außenwand eingelassen wurde.

## Innenausstattung
- Marmoraltar 1683 von Arnold Harnisch geschaffen, aus dem Ostchor des Mainzer Domes. Der Altar aus grauem Marmor wurde 1868 als Hochaltar aufgestellt, nachdem er einem Umbau des Ostchores in Mainz weichen musste. Den Altar schmückt ein Bild der Mariä Aufnahme in den Himmel von Johann Baptist Ruel. Über dem Bild ist das Wappen des Domdekans Johann Wilhelm Wolff von Metternich zur Gracht (1624–1694), dem Stifter des Altars.
- Zwei Altarergänzungen mit den Erzengeln Michael und Raphael über den seitlichen Durchgängen stammen aus dem Jahr 1895.
- Die hölzerne Kanzel ist Anfang des 18. Jahrhunderts zu datieren.
- Der Taufstein wurde 1663 geschaffen.
- Eine Wandskulptur der Klara von Assisi auf Traubenkonsole ist ein Werk aus der Mitte des 18. Jahrhunderts.[1][2]
- Rokokokonsolen sind mit den Jahreszahlen 1760 und 1750 bezeichnet.